# Закон Вернера

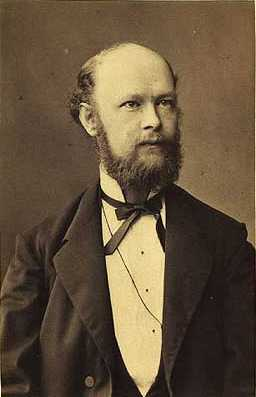
Карл Вернер

Зако́н Ве́рнера — характерная для германских языков фонетико-морфологическая закономерность, открытая датским лингвистом Карлом Вернером (дат. Karl Verner) в 1875 г. и формулируемая следующим образом: возникшие в результате германского передвижения согласных глухие щелевые согласные h, þ, f, а также сохранившееся индоевропейское s озвончаются в случае, если непосредственно предшествующий гласный не имел на себе индоевропейского главного ударения. Озвончения не происходило в начальной позиции и в сочетаниях xt (ht), xs (hs), ft, fs, sk, st, sp, ss. Закон Вернера (наряду с законом Гримма) считают одним из самых известных фонетических законов в компаративистике.

## История

### Постановка проблемы
XIX век был временем рождения компаративистики. Работы Р. Раска, Ф. Боппа, А. Шлейхера убедительно доказали существование праиндоевропейского языка-основы, из которого в большинстве своём развились когда-то современные европейские языки. Камнем преткновения оставалась, однако, германская группа; свойственное этим языкам произношение никоим образом не укладывалось в общую схему, в результате чего в среде лингвистов стали раздаваться голоса скептиков, утверждавших, что германские не могут входить в индоевропейскую семью.
Эта задача, казалось, была разрешена Р. Раском и Я. Гриммом, сформулировавшими закон первого германского передвижения согласных, ставший предтечей фонетических исследований позднейшего времени. В новую по тем временам науку — фонетику — вошло понятие того, что звуковая основа конкретного языка представляет собой не случайный набор, но строгую систему, подверженную столь же системным изменениям, которые можно проследить и сформулировать в виде некоего правила.
Впрочем, выводы Раска и Гримма убедили далеко не всех. Всю вторую половину XIX века закон Гримма был предметом жарких споров между его сторонниками и противниками, приводившими примеры многочисленных «исключений», которые должны были, по их мнению, свидетельствовать о несостоятельности самой его формулировки. Постепенно, впрочем, выяснилось, что часть этих кажущихся исключений составляют заимствования, пришедшие в германские языки во времена более поздние, когда закон Гримма, по-видимому, уже перестал действовать. Так, например, лат. pondus «вес» соответствовало в староанглийском pund (новоанглийское pound), латинскому strāta — староанглийское stræt (новоанглийское street). Другая группа кажущихся исключений нашла себе объяснение в законе Грассмана (1863 год).
И наконец датчанин Карл Вернер поставил окончательную точку в споре, сформулировав новый закон в работе под названием «Исключение из закона первого передвижения согласных» (нем. Eine Ausnahme der ersten Lautverschiebung) в 1876 году. На смену попыткам изменить саму формулировку Гримма (ни к чему не приведшим) пришло понимание того, что речь идёт о новом законе, обоснования которому следует искать с нуля. Более того, взятые сами по себе германские языки не могли дать ответа на поставленный вопрос, решение лежало в сравнении их с санскритом и греческим. Кроме того, изменение, описанное Вернером для форм германских языков, оказалось затушёвано из-за позднейшего закрепления ударения на первом слоге.

### Открытие
Первооткрывателем закона Вернера называют иногда Э. Зиверса, описавшего его 24 марта 1874 года в письме к В. Брауне. Однако в печати это описание не появилось. Кроме того, Зиверс ограничился лишь замечанием, что место ударения в индоевропейских глаголах «неким образом связано» с изменением звучания согласной, но не пошёл дальше, посетовав на то, что проблема ударения не успела привлечь внимания лингвистов.
Независимо от Зиверса, это же открытие сделал К. Вернер. Если верить его рассказу, появление закона, позднее названного его именем, было открытием по случаю. Сам учёный рассказывал эту историю следующим образом:
Я жил тогда в Орхусе и в то время не слишком хорошо себя чувствовал. Однажды я решил днём немного вздремнуть, лёг и взял почитать книжку, чтобы уснуть скорее. По случаю это оказалась «Сравнительная грамматика» Боппа. Как вам известно, санскритские слова принято изображать весьма отчётливо, так что не разглядеть их во всех подробностях невозможно. Книга раскрылась на странице, где прямо перед глазами у меня встали два слова — pitár и bhrátar, и тут мне подумалось — вот странность — в германских языках в одном из этих слов произносится d, в другом же — th, разница эта прослеживается в современных немецких словах Vater и Bruder. Затем я заметил знаки ударения в санскритских словах. Вам, конечно, известно, что мозг особенно чётко работает в момент, когда засыпаешь(…) Так вот, на меня сошло озарение — быть может, это исконное ударение ответственно за разницу между обоими [немецкими] согласными звуками? Затем я заснул. Но в тот же вечер я собирался писать письмо Юлиусу Хоффори (нем. Julius Hoffory), в тот момент мы постоянно обменивались письмами по лингвистическим вопросам. Писать мне ему тогда было не о чем, и я решил рассказать об ударениях.
На следующий день Вернер, человек стеснительный и постоянно сомневающийся, был уже не столь уверен в своей правоте. Идея показалась ему просто смешной, с трудом он удержался от того, чтобы не послать Хоффори ещё одно письмо «с советом выбросить из головы эту чушь». Но «чушь» не давала ему покоя. Продолжая поиски, он открыл «Дополнения к истории немецкого языка» Шерера, где нашёл предположение, что исключения из закона Гримма, по-видимому, характерны для слов, более употребимых в разговорной речи. Объяснение не выдерживало никакой критики — в самом деле, трудно было представить что для древних германцев слово «отец» употреблялось чаще, чем слово «брат». Всё ещё боясь поверить, что находится на правильном пути, Вернер продолжал читать «Сравнительную грамматику». Ошибки не было. Перекрёстная проверка, осуществлённая по грамматикам греческого и латинского языков (неполным, но всё же — достаточным для подтверждения или опровержения найденного принципа), подтвердила его правоту.
Полагая, что история о «чудесном озарении» красива, но мало общего имеет с действительностью, Н. Э. Коллиндж отмечает, что Вернер задолго до знаменательного дня методично занимался сравнением языков, составляя таблицы, вычёркивая возможные последствия аналогизации — коротко говоря, в духе младограмматизма пытался определить «закономерность в хаосе», и случайно попавшая ему в руки «Сравнительная грамматика» лишь помогла поставить окончательную точку.
Так или иначе, Вернер колебался. Второй раз он изложил своё открытие в письме Вильгельму Томсену от 1 мая 1875 года, прося того «честно ему сообщить, если тот считает эту идею полной ерундой». Томсен в ответ настоял на публикации открытия, причём советовал сделать это в данцигском лингвистическом журнале Kuhns Zeitschrift, хорошо известном в научных кругах. Вернер не узнал о том, что в одночасье стал знаменит, так как вскоре после случившегося отправился в селения кашубов, интересовавших его тем, что из всех живых западнославянских этот язык единственный сохранил свободное ударение. Потратив на это путешествие все свои скромные сбережения и порядочно истрепав своё платье, он по необходимости должен был вернуться в вагоне четвёртого класса. Первый визит был сделан профессору Мюлленхофу, сделавшему особенно много для того, чтобы новый закон стал известен в лингвистических кругах. Дочь профессора коротко объявила, что отца нет дома, и попыталась захлопнуть дверь перед носом того, кого приняла за бродягу, промышляющего подаянием. Однако Мюлленхоф, услышав из гостиной, что посетитель просит сообщить, что «приходил доктор Вернер из Копенгагена», немедленно поспешил в прихожую и, к удивлению дочери, буквально втащил сконфуженного «бродягу» в гостиную. Здесь же Вернер и узнал, что отныне стал знаменитостью.
Закон был признан научной общественностью немедленно, без возражений, что нечасто случается в лингвистической науке — хотя споры о времени его протекания, о типе ударения, в исходных языках и т. д. не стихают до сих пор.

## Описание процесса
Обычно закон Вернера формулируют следующим образом: возникшие в результате германского передвижения согласных глухие щелевые согласные h, þ, f, а также сохранившееся индоевропейское s озвончаются в случае, если непосредственно предшествующий гласный не имел на себе индоевропейского главного ударения. Озвончения не происходило в начальной позиции и в сочетаниях xt (ht), xs (hs), ft, fs, sk, st, sp, ss.
Закон Вернера объясняет кажущиеся исключения из германского первого передвижения согласных. Из других исключений известен переход -tt- → -ss-.
Поскольку озвончение было обусловлено позицией (относительно ударения), в каждой паре звонкий и глухой первоначально были аллофонами одной фонемы. Закон Вернера был действующим фонетическим законом, по которому каждый из этих аллофонов можно было произнести только в своей позиции. Говорящий при этом осознавал, будто бы в обоих случаях произносит одно и то же, по мере возможности.
Через некоторое время ударение в германских языках переместилось на первый корневой слог, и, таким образом, исчезло условие, при котором закон Вернера действовал. В результате каждая пара аллофонов дала две отдельные фонемы (f/v → f, v и т. д.), то есть голос стал для них фонологическим признаком. Этот процесс называется фонологизацией голоса у щелевых.
Само озвончение объясняют ассимиляцией спиранта соседними звуками, как правило, гласными (при произнесении гласных и звонких согласных звуков голосовые связки вибрируют, а голосовая щель сужена). К. Лотспайх (C. Lotspeich) считает, что ограничивающее закон действие ударения связано с естественной тенденцией к ослаблению вибрации голосовых связок и расширению голосовой щели после ударного гласного.
Звук z, образовавшийся по закону Вернера, сохранился в готском и других восточногерманских языках (все являются вымершими), а в западногерманских и северогерманских языках просуществовал очень недолго и вскоре перешёл в r в результате ротацизма.
| Праиндоевропейское состояние  | *p | *p | *t | *t | *k | *k | *kʷ | *kʷ | *s | *s |
| После действия закона Гримма  | *f | *f | *þ | *þ | *h | *h | *hʷ | *hʷ | *s | *s |
| После действия закона Вернера | *f | *β | *þ | *ð | *h | *ɣ | *hʷ | *ɣʷ | *s | *z |

В праиндоевропейском языке имелись существительные с подвижной акцентной парадигмой (ударение могло менять своё место в рамках парадигмы одного слова), в которых в прагерманском языке после действия закона Вернера появились чередования глухих и звонких согласных. Впоследствии одни германские языки обобщили вариант с глухим согласным, а другие со звонким:
- гот. dauþs — др.-сакс. dōd, др.-в.-нем. tōt
- гот. auso — др.-сканд. eyra, др.-англ. ēare, др.-в.-нем. ōra

## Примеры
- *φ (*f) → *β[2][20][22]:

- - пра-и.е. *septṃ́ «семь» (др.-инд. सप्तन् (IAST: saptán), др.-греч. ἑπτά, лат. septem) > *sepṃ > прагерм. *sefún > *seβun > гот. sibun, др.-сканд. sjau, др.-англ. seofon, др.-в.-нем. sibun;

- *þ → *ð[2][20][22]:
  - пра-и.е. *ph2tḗr «отец» (др.-инд. पिता (IAST: pitā́), др.-греч. πᾰτήρ, лат. pater) > прагерм. *faþḗr > *faðēr > гот. fadar, др.-сканд. faðir, др.-англ. fæder;
  - пра-и.е. *meh2tḗr «мать» (др.-инд. माता (IAST: mātā́), др.-греч. μήτηρ, лат. māter) > прагерм. *māþḗr > *māðēr > др.-сканд. móðir, др.-англ. mōdor.

- *x (*h) → *ǥ (*ɣ)[23]:
  - пра-и.е. *h2juHnk̂ós «молодой» (др.-инд. युवशः (IAST: yuvaśáḥ) «юношеский», лат. iuvencus «молодой») > прагерм. *junxós > *junɣaz > гот. juggs, др.-сканд. ungr, др.-англ. geong, др.-в.-нем. jung.

- *s → *z[24][25][20][23]:
  - пра-и.е. *snusós «сноха» (др.-инд. स्नुषा (IAST: snușā́), др.-греч. νυός, лат. nurus) > прагерм. *snuzō > др.-сканд. snor, др.-англ. snoru, др.-в.-нем. snura;
  - пра-и.е. *h1régwos «мрак» (др.-инд. रजः (IAST: rájaḥ), др.-греч. ἔρεβος) > прагерм. *rekwaz/rikwiz > гот. riqis (род. п. riqizis), др.-сканд. røkkr.

## Хронология
Э. Прокош, полагая, что в готском закон Вернера действовал менее, чем в других германских языках (некоторые другие учёные объясняют это позднейшим выравниванием по аналогии), датирует его действие I—II вв. н. э., временем отделения готов от остальных германских племён.
Н. Коллиндж датирует действие закона I в. до н. э. — II в. н. э., опираясь на датировки закона Гримма (который должен был предшествовать закону Вернера) и закрепления ударения на первом слоге (которое должно было произойти после действия закона Вернера).
У. Беннетт считал закон Вернера частью закона Гримма и полагал, что во время действия закона Гримма индоевропейские p, t, k, kw, s перешли в глухие f, þ, x, xw, s или звонкие ƀ, ð, ǥ, ǥw, z в зависимости от фонетического окружения.
По мнению Й. Койвулехто и Т. Феннеманна, закон Вернера предшествовал закону Гримма, и ему подчинялись s и смычные, а не спиранты, как считают традиционно.
А. С. Либерман полагает, что действие закона Гримма было вызвано закреплением ударения на первом слоге, а следовательно, по его концепции, закон Вернера осуществился после закрепления ударения на первом слоге. Учёный пытается избежать хронологического парадокса следующим образом: по его мнению, сперва произошёл переход s в z после неударного слога, затем осуществилось первое передвижение согласных, а потом образовавшиеся по передвижению спиранты озвончились, как и s. При этом Либерман считает, что в прагерманском языке не было словесного ударения, а только фразовое, закреплённое на начальном слоге.

## Грамматические чередования
Ударение в праиндоевропейском языке было подвижным, что в результате действия закона Вернера привело к появлению так называемых грамматических чередований (нем. grammatischer Wechsel), например, в парадигме сильных глаголов (в готском чередования отсутствуют, по-видимому, в результате выравнивания по аналогии или из-за оттяжки ударения на корневой слог):
|                         | Готский | Древнеисландский | Древнеанглийский | Древневерхненемецкий | Древнесаксонский |
| ----------------------- | ------- | ---------------- | ---------------- | -------------------- | ---------------- |
| Инфинитив               | kiusan  | kjósa            | cēosan           | kiosan               | kiosan           |
| Прошедшее время, ед. ч. | kaus    | kaus             | cēas             | kōs                  | kōs              |
| Прошедшее время, мн. ч. | kusum   | kørom            | curon            | kurum                | kurun            |
| Причастие II            | kusans  | kørinn           | coren            | gikoran              | gikoran          |

То же наблюдается и при образовании каузативных глаголов:
- гот. frawaírþan «гибнуть» (др.-инд. vártati «вертится») — гот. frawardjan «губить» (др.-инд. vartayáti «вертит»);
- др.-англ. genesan, др.-в.-нем. ginesan «выздороветь» (др.-инд. násate «возвращается») — др.-англ. nerigan, др.-в.-нем. nerien «спасать» (др.-инд. nāsáyati «возвращает»).

## Типологические параллели
Определённую аналогию закону Вернера видят в произношении буквы x в современном английском, где она читается глухо (ks: exercise, exodus), если находится в заударном положении, и звонко (gz: example, exact, examine), если в предударном.

## Значение
Влияние открытия Вернера на историческую лингвистику трудно переоценить. Если закон Гримма при всей своей новизне не опирался «ни на что» и был совершенно эмпирическим правилом, Вернеру удалось доказать зависимость подобного рода изменений от фонетических факторов (в частности, места ударения), которым ранее не придавалось значения. Таким образом, работа Вернера была новым словом в науке того времени.
Закон Вернера утвердил также незыблемость открытия его предшественника — первое передвижение согласных оказалось жёстким, систематическим процессом, безоговорочно действовавшим на всём языковом пространстве. И это в свою очередь сыграло огромную роль в появлении самого понятия «фонетического закона», сформулированного А. Лескином, одним из ведущих специалистов т. н. «лейпцигского кружка» или школы младограмматиков. Фонетический закон, как согласованное изменение, характерное для конкретного языка в конкретный период времени, по мнению этой школы, не могло иметь никаких исключений «подобно закону всемирного тяготения».
Как у всякого большого открытия, у закона Вернера был и несколько неприятный побочный эффект, состоявший в появлении определённого количества эпигонских и чисто спекулятивных работ, в которых любое фонетическое изменение списывалось на влияние ударения. Но это увлечение постепенно сошло на нет.
Закон Вернера имеет большое значение для реконструкции праиндоевропейского ударения, поскольку уже после его действия свободное ударение сменилось в прагерманском языке фиксированным на первом слоге, и только по результатам действия закона мы можем судить об изначальном месте ударения.